# Enrique de Castellví
Enrique Carlos de Castellví y Hortega de Medina (f. 17 de diciembre de 1936) fue un aristócrata español, concejal del Ayuntamiento de Valencia durante la dictadura de Primo de Rivera. Ostentó los títulos nobiliarios de conde de la Villanueva, barón de Torres-Torres y marqués de Laconi, con Grandeza de España.

## Biografía
Casado en Valencia con Casilda Trenor y Palavicino, fue padre de Luis de Castellví y Trenor (nacido en 1918), piloto de aviación. El marqués de Laconi, de acendrado monarquismo, fue concejal y teniente de alcalde del Ayuntamiento de Valencia durante la dictadura de Primo de Rivera y la alcaldía de Carlos Sousa Álvarez de Toledo, el marqués de Sotelo. Víctima de la represión en zona republicana en la región valenciana durante la Guerra Civil, fue asesinado el 17 de diciembre de 1936.